# Aeroportul Carson
Aeroportul Carson (IATA: CSN, ICAO: KCXP, FAA LID: CXP) este un aeroport din Nevada, Statele Unite ale Americii ce deservește zona Carson City. Aeroportul a fost tranzitat în 2019 de 4 pasageri.
Situat la o altitudine de 1.432 m, aeroportul dispune de 1 pistă.

## Infrastructură

### Piste
Aeroportul dispune de o singură pistă. Pista 09/27 are suprafața de asfalt și dimensiunile 6.101 picioare × 75 picioare. 